# Canton de Versailles-1
Le canton de Versailles-1 est une circonscription électorale française située dans le département des Yvelines et la région Île-de-France.

## Histoire
Un nouveau découpage territorial des Yvelines entre en vigueur à l'occasion des premières élections départementales suivant le décret du 21 février 2014. Les conseillers départementaux sont, à compter de ces élections, élus au scrutin majoritaire binominal mixte. Les électeurs de chaque canton élisent au Conseil départemental, nouvelle appellation du Conseil général, deux membres de sexe différent, qui se présentent en binôme de candidats. Les conseillers départementaux sont élus pour 6 ans au scrutin binominal majoritaire à deux tours, l'accès au second tour nécessitant 12,5 % des inscrits au 1er tour. En outre la totalité des conseillers départementaux est renouvelée. Ce nouveau mode de scrutin nécessite un redécoupage des cantons dont le nombre est divisé par deux avec arrondi à l'unité impaire supérieure si ce nombre n'est pas entier impair, assorti de conditions de seuils minimaux. Dans les Yvelines, le nombre de cantons passe ainsi de 39 à 21.
Le canton de Versailles-1 est créé par ce décret. Il est formé d'une fraction de la commune de Versailles. Il est entièrement inclus dans l'arrondissement de Versailles. Le bureau centralisateur est situé à Versailles.

## Représentation
| Période élective | Période élective | Mandat | Mandat   | Identité               | Nuance | Nuance | Qualité |
| ---------------- | ---------------- | ------ | -------- | ---------------------- | ------ | ------ | --- |
| 2015             | 2021             | 2015   | 2021     | Claire Chagnaud-Forain |        | LR     | Responsable de conférences pour le secteur public et les collectivités locales Maire-adjointe de Versailles                                                                                            |
| 2015             | 2021             | 2015   | 2021     | Olivier de la Faire    |        | PCD    | Membre d’un cabinet interministériel au service des entreprises du secteur agroalimentaire Conseiller municipal de Versailles Ancien conseiller général du Canton de Versailles-Nord-Ouest (2011-2015) |
| 2021             | 2028             | 2021   | en cours | Claire Chagnaud-Forain |        | LR     | Conseillère sortante, |
| 2021             | 2028             | 2021   | en cours | Olivier de La Faire    |        | DVD    | Conseiller sortant, VIA, la voie du peuple |

### Résultats détaillés

#### Élections de mars 2015
À l'issue du 1er tour des élections départementales de 2015, deux binômes sont en ballottage : Claire Chagnaud-Forain et Olivier de la Faire (Union de la Droite, 42,16 %) et Marie Seners et Bruno Vercken (DVD, 18,33 %). Le taux de participation est de 48,26 % (21 385 votants sur 44 311 inscrits) contre 45,34 % au niveau départemental et 50,17 % au niveau national.
Au second tour, Claire Chagnaud-Forain et Olivier de la Faire (Union de la Droite) sont élus avec 67,83 % des suffrages exprimés et un taux de participation de 39,18 % (10 597 voix pour 17 360 votants et 44 313 inscrits).

#### Élections de juin 2021
Le premier tour des élections départementales de 2021 est marqué par un très faible taux de participation (33,26 % au niveau national). Dans le canton de Versailles-1, ce taux de participation est de 38,34 % (16 885 votants sur 44 041 inscrits) contre 33,61 % au niveau départemental. À l'issue de ce premier tour, deux binômes sont en ballottage : Claire Chagnaud-Forain et Olivier de La Faire (Union au centre et à droite, 45,3 %) et Laurent de Bastard et Anne-France Simon (REM, 19,08 %).
Le second tour des élections est marqué une nouvelle fois par une abstention massive équivalente au premier tour. Les taux de participation sont de 34,36 % au niveau national, 35,23 % dans le département et 40,54 % dans le canton de Versailles-1. Claire Chagnaud-Forain et Olivier de La Faire (Union au centre et à droite) sont élus avec 70,98 % des suffrages exprimés (11 540 voix pour 17 861 votants et 44 062 inscrits),,.

## Composition
| Nom                                | Code Insee | Intercommunalité         | Superficie (km2) | Population (dernière pop. légale)                | Densité (hab./km2) | Modifier                                    |
| ---------------------------------- | ---------- | ------------------------ | ---------------- | ------------------------------------------------ | ------------------ | ------------------------------------------- |
| Versailles (bureau centralisateur) | 78646      | CA Versailles Grand Parc | 26,20            | Fraction : 62 868 (2022) Commune : 83 918 (2022) | 3 203              | modifier les données · modifier les données |
| Canton de Versailles-1             | 7820       |                          |                  | 62 868 (2022)                                    |                    | modifier les données                        |

Le canton de Versailles-1 comprend la partie de la commune de Versailles située au nord d'une ligne définie par l'axe des voies et limites suivantes : à partir de la limite territoriale de la commune de Viroflay, place Louis-XIV, avenue de Paris, avenue du Général-de-Gaulle, rue Royale, rue des Bourdonnais, rue Saint-Médéric, rue du Hazard, rue Edouard-Charton, rampe Saint-Martin, jusqu'à la limite territoriale de la commune de Buc.

## Démographie
En 2022, le canton comptait 62 868 habitants, en évolution de −3,11 % par rapport à 2016 (Yvelines : +2,72 %, France hors Mayotte : +2,11 %).
| 2013   | 2018   | 2022   |
| ------ | ------ | ------ |
| 64 326 | 64 399 | 62 868 |